# Наталі дю Туа
Наталі дю Туа (англ. Natalie du Toit, 29 січня 1984) — південноафриканська плавчиня.
Учасниця Олімпійських Ігор 2008 року.
Переможниця Всеафриканських ігор 2003, 2007, 2011 років.
Переможниця Ігор Співдружності 2002, 2006, 2010 років.